# Ö3 Austria Top 40
Ö3 Austria Top 40 är Österrikes officiella singellista, och radioprogrammet som presenterar, och sänds fredagar i Hitradio Ö3. Programmet presenterar de österrikiska listorna för singlar, ringsignaler och nedladdning. Den debuterade den 26 november 1968 som Disc Parade och presenterades av Ernst Grissemann. Programmet har haft olika namn och presentatörer.
Varje veckas etta släpps av Musikmarkt och go tv.
På YouTube finns det ibland en Austria Top 40-video med kändisintervjuer. Den mest populära videon av Daniel Schuhmacher, när han faller från en skoter fick mer än 320 000 visningar.

## Liststatistik
Första singelettan var "Das ist die Frage aller Fragen" av Cliff Richard. Mest framgångsrika singel är "Candle in the Wind 1997" av Elton John. Mest framgångsrika österrikiska singel är "Anton aus Tirol" av DJ Ötzi, en låt som stannade på Top 75 den längsta tiden. Artisterna med flest listettor efter 1980 är Rainhard Fendrich och Christina Stürmer.

## Presentatörer
Mellan åren 1968 och 2007, var namnen Disc Parade, Die Großen 10 von Ö3, Pop Shop, Hit wähl mit, Die Großen 10, Ö3 Top-30 och Ö3 Austria Top 40.

### Disc Parade
- Ernst Grissemann
- Rudi Klausnitzer

### Die Großen 10 von Ö3
- Rudi Klausnitzer
- Hans Leitinger

### Pop Shop
- Hans Leitinger

### Hit wähl mit
- Hans Leitinger
- Udo Huber

### Die Großen 10
- Udo Huber

### Ö3 Top-30
- Udo Huber

### Ö3 Austria Top 40
- Udo Huber
- Martina Kaiser
- Matthias Euler-Rolle
- Gustav Götz